# NGC 5154
NGC 5154 (również PGC 47041 lub UGC 8447) – galaktyka spiralna (Sc), znajdująca się w gwiazdozbiorze Psów Gończych. Odkrył ją William Herschel 1 maja 1785 roku.